# Guardie e ladri
Guardie e ladri és una pel·lícula italiana de 1951 dirigida per Mario Monicelli i Stefano Vanzina, produïda per Dino De Laurentiis i Carlo Ponti i amb actuació principal de Totò i Aldo Fabrizi. La pel·lícula és una de les obres més importants del neorealisme italià. Neix de la col·laboració entre els cineastes Monicelli i Steno, i és una de les millors de Totò, la interpretació de les quals és considerada com una de les millors de la seva carrera.
Inicialment, va tenir problemes amb la censura. Es considera un clàssic de la Commedia all'italiana.

## Trama
L'argument de la pel·lícula transcorre a Roma durant el Pla Marshall. Ferdinando Esposito és un estafador d'estar per casa que intenta mantenir la seva família amb les seves estafes. Disfressat de guia turístic, amb el seu còmplice, Amilcare, pretén haver trobat una antiga moneda al Fòrum Romà i la ven per 50 dòlars a un turista estatunidenc: el Sr. Locuzzo, que s'adona massa tard de l'estafa. Més tard, Ferdinando pretén fer-se amb uns paquets de regal que distribueix una organització benèfica estatunidenca. Per la seva desgràcia, el turista és el president del comitè de l'organització. Durant la distribució, el president el reconeix i el denuncia en l'acte.
Així comença una còmica persecució a peu i amb cotxe, amb un policia gros, el brigada Lorenzo Bottoni, que estava de servei a la porta del lloc en què es feia la distribució. Al principi no pot capturar-lo, però després, enganyat per Esposito, li deixa escapar. El brigada Bottoni és suspès de les seves funcions, a causa de les protestes del Sr. Locuzzo, i amenaçat amb perdre el seu lloc de treball si no aconsegueix detenir al lladre en un termini de tres mesos. Vestit de civil i amagant l'incident a la seva família, va a la recerca d'Esposito. Troba la seva casa i es fa amic de la família, tractant de congraciar-se amb oferiments de menjar i favors. De Esposito, no obstant això, ni rastre. A poc a poc, les dues famílies es converteixen en amigues, i neix l'amistat entre el germà de l'esposa del "lladre" i la filla del "guàrdia".
Arriba el dia del menjar durant el qual es trobaran les dues famílies i es dona per descomptada la presència d'Esposito, sense que aquest sàpiga la identitat de l'altra família. En una trobada amistosa, que té lloc fora de la casa, Esposito li reprèn per haver sorprès la bona fe de la seva família, mentre que Bottoni li confia el seu drama. Aquest intercanvi desenvolupa la complicitat entre els dos. Així s'inverteixen els papers i és el mateix Esposito qui decideix anar a la presó, a pesar que el sergent ara es resisteix. Ocultant la veritat a les seves famílies, simulant en canvi que tenen preocupacions comunes, els dos surten de l'habitació amistosament, fent-los creure que Esposito els deixa per un viatge de negocis i Bottoni li acompanyarà a l'estació. En la seva absència, serà Bottoni qui cuidi de la família Esposito.

## Repartiment
- Totò: Ferdinando Esposito
- Aldo Fabrizi: Lorenzo Bottoni
- Pina Piovani: Donata
- Carlo Delle Piane: Libero Esposito
- Ernesto Almirante: Carlo Esposito
- Gino Leurini: Alfredo
- Ave Ninchi: Giovanna
- Rossana Podestà: Liliana Bottoni
- Paolo Modugno: Paolo Bottoni
- Aldo Giuffrè: Amilcare
- Mario Castellani: taxista
- William Tubbs: Mr. Locuzzo
- Pietro Carloni: commissari
- Gino Scotti: comissari suplent
- Armando Guarnieri: barber
- Luciano Bonanni: segon barber
- Giulio Calì
- Ciro Berardi
- Carlo Mazzarella
- Aldo Alimonti
- Riccardo Antolini
- Alida Cappellini
- Rocco D'Assunta
- Ettore Jannetti

## Producció
El tema de Guardie e ladri va néixerde Piero Tellini, que es va inspirar en una idea de Federico Fellini. La pel·lícula havia de ser dirigida per Luigi Zampa. El director va voler assignar el paper de guàrdia a Peppino De Filippo i el de la seva dona a Anna Magnani, però va haver de cancel·lar la producció perquè algunes de les seves antigues pel·lícules tenien problemes de censura. Així doncs, la direcció es va confiar a Monicelli i Stefano Vanzina. La pel·lícula va ser de les primeres produïdes per la casa de producció "Ponti-De Laurentiis" i Carlo Ponti va tenir la idea de juntar Totò i Aldo Fabrizi. A la vida real, els dos actors eren bons amics, però mai havien treballat junts. Tothom estava preocupat pel que podria passar de la unió de Totò i Fabrizi, però, tot va anar molt bé. Totò va dubtar una mica al principi, quan se li va oferir el paper, perquè era molt diferent dels personatges que havia interpretat abans. El rodatge de Steno i Monicelli va començar el 3 de febrer de 1951, però a causa dels problemes que tenien amb la censura, la pel·lícula es va estrenar a finals d'any, de manera que Steno i Monicelli van haver de canviar algunes escenes de la pel·lícula ja rodada.
- En més d’una escena de persecució es pot veure que els 4 actors (Totò, Fabrizi, Castellani i Tubbs), òbviament emmarcats per darrere, han estat substituïts per dobles i un exemple és l'escena de travessar entre el fang.
- Aldo Fabrizi i Totò no van poder acabar l'escena on estan asseguts a la fonda. La causa va ser que els dos actors no van poder frenar el riure durant el transcurs de la seqüència. En més d’una ocasió, Fabrizi va regar la cara de Totò amb un cafè que acabava de prendre, perquè de sobte va esclatar a riure.

## Recepció i premis
Estrenat als cinemes italians el novembre de 1951 i presentat en competició al 5è Festival Internacional de Cinema de Canes, on Piero Tellini va guanyar el premi al guió, mentre que Totò va guanyar el Nastro d'Argento al millor actor protagonista. També ha estat inclosa a la llista dels 100 film italiani da salvare..